# 294 v.Chr.
Het jaar 294 v.Chr. is een jaartal volgens de christelijke jaartelling.

## Gebeurtenissen

### Griekenland
- Demetrius Poliorcetes verslaat op de Peloponnesos koning Archidamus IV van Sparta in de slag bij Mantinea.
- Lysimachus sluit een vredesverdrag met Demetrius Poliorcetes en erkent hem als koning van Macedonië.

### Perzië
- Seleucus I Nicator benoemt zijn zoon Antiochus I Soter als co-regent van het Seleucidenrijk.

### Egypte
- Ptolemaeus I herovert Cyprus en bezet de Fenicische havensteden Byblos, Sidon en Tyrus.